# Dirty White Boy (Foreigner)
Dirty White Boy è una canzone dei Foreigner scritta da Lou Gramm e Mick Jones. È stata estratta come primo singolo dal terzo album della band, Head Games nel 1979. 
La versione ridotta utilizzata per il singolo omette il caratteristico grido di Lou Gramm alla fine del brano. Mick Jones ha rivelato che il testo fa riferimento a Elvis Presley. Il singolo ha raggiunto il 12º posto della Billboard Hot 100 negli Stati Uniti.
Il brano appare nella colonna sonora del videogioco Grand Theft Auto V del 2013, dove viene trasmessa dalla fittizia stazione radio Los Santos Rock Radio.

## Tracce
7" Single Atlantic 3618
1. Dirty White Boy (versione radiofonica) – 3:13
2. Rev on the Red Line – 3:35